# Pedro Tiba
Pedro Miguel Amorim Pereira Silva, plus connu sous le nom Pedro Tiba ou simplement Tiba, est un joueur de football portugais né le 31 août 1988 à Arcos de Valdevez, dans l'extrême nord du Portugal.
Il évolue au poste de milieu offensif avec le club portugais du Gil Vicente.

## Biographie
Il joue 28 matchs en deuxième division espagnole avec le Real Valladolid.
Il joue également quatre matchs en Ligue Europa avec l'équipe du Sporting Clube de Braga. 

## Palmarès
- Finaliste de la Supercoupe du Portugal en 2016 avec le Sporting Clube de Braga